# Disegno onirico
Il disegno onirico è una tecnica proiettiva con la quale si possono esprimere contenuti ed espressioni profonde del mondo interiore. Il Disegno Onirico è un metodo espressivo proiettivo, applicabile in ambito psicoterapeutico, educativo e formativo, i cui fondamenti teorico-applicativi si rifanno principalmente  all’arte (Surrealismo e Kandinskij), alla psicologia del profondo (Freud, Jung, Assagioli).

## Storia
Il metodo nasce negli anni 70 dalla collaborazione degli psicologi e psicodrammatisti argentini, professori di Dinamica di Gruppo all'Università J.Kennedy di Buenos Aires, Maria Grazia Dal Porto, Alberto Bermolen, con A.L.Raggio, artista e storico dell’arte. Hanno studiato il disegno simbolico e approfondito i concetti del disegno onirico, sperimentandolo come tecnica proiettiva. Di formazione psicodrammatica, nella scuola di R.Bermudez e psicoanalitica della scuola junghiana, Bermolen e Dal Porto hanno portato il loro contributo anche in Italia, dove insegnarono e divulgarono la tecnica del disegno onirico, formando professionisti che ad oggi utilizzano tale tecnica nella relazione d’aiuto e in psicoterapia. 
Dalla metà degli anni 80 hanno approfondito la ricerca e l'applicazione del disegno onirico e in collaborazione con Lucia Moretto, loro allieva dal 1977, hanno formulato, raccolto, sperimentato diverse attività e consegne. Nel 1993 hanno pubblicato il primo testo in cui si parla di Disegno Onirico, Verso una pedagogia olistica, in cui, assieme ad altre tecniche espressive, è presentato nel suo utilizzo in pedagogia. Successivamente i tre autori hanno pubblicato La via del simbolo, in cui il disegno ha un'applicazione più orientata ai gruppi di crescita o di terapia psicodrammatica.

## Descrizione
Attraverso specifiche consegne viene stimolata la spontaneità, ridotto il pensiero critico e si lascia libera la mano dal controllo razionale per consentire l’emergere di forme originali e di contenuti inconsci, che si manifestano come nel sogno. 
Nel disegno onirico le forme, i colori e i simboli danno voce all'Io profondo e alla propria storia personale: ricordi, pensieri, aspirazioni, condizionamenti, desideri accumulati nel tempo, retaggio della storia familiare e genealogica, la rappresentazione della memoria traumatica, consentono la connessione con le risorse, i luoghi interni sicuri. 
L’interazione mano-occhio che si crea disegnando attiva la possibilità di accesso alle aree sub-corticali, del non verbale, non accessibili ai lobi frontali, dedicati alla comprensione, al pensiero. Il processo del disegnare ha un importante valore catartico e terapeutico in quanto il disegno rappresenta un ponte tra le emozioni “indicibili” e la narrazione. Inoltre, “agire” disegnando l’immagine mentale “desiderata”, apre la possibilità del cambiamento e della rigenerazione.
Con il disegno onirico attraverso gli automatismi e indipendentemente dal controllo della coscienza, emergerebbe l’espressione diretta dell’attività inconscia. La persona esprime liberamente con il segno grafico e i colori, il suo universo sconosciuto e sommerso, mettendo in luce la dimensione individuale, archetipica, collettiva con spontaneità. Il disegno crea così una radiografia del mondo interiore rivelatore di aspetti della personalità. oltre all'automatismo, per attivare la produzione libera di immagini, si possono utilizzare i sogni guidati, o visualizzazioni. 
I metodi proiettivi sono così chiamati perché sollecitano il soggetto a proiettare se stesso, in questo caso sul foglio. La caratteristica di questa tecnica è che utilizza anche gli elementi del sogno e del linguaggio simbolico, legati alle principali funzioni del disegno: 
- Narrativa: il soggetto narra di sé (narrazione di un vissuto) in modo grafico-pittorico;
- Rappresentativa: il soggetto riproduce la realtà per come la vive nel “qui e ora”;
- Proiettiva: il soggetto proietta la propria “visione” dell’accaduto;
- Terapeutica: il soggetto trasferisce la riproduzione del motivo del proprio conflitto interiore all’esterno come segno grafico, come visione, elaborazione ed in ultimo con valore catartico.

Nel disegno onirico avviene un processo analogo a quello già espresso da Sigmund Freud a proposito del lavoro onirico all’interno de L'interpretazione dei sogni (1900): il disegno rappresentato è il contenuto manifesto; i simboli disegnati esprimono il contenuto latente, il cui significato profondo viene svelato dalla loro lettura.  Emergono in forma simbolica quei contenuti interni, che si trovano nei miti, nelle fiabe, nel folklore, nei testi sacri di ogni religione (Carl Gustav Jung) e che si sono registrati nella memoria cellulare lungo il corso della storia dell’umanità.
Il metodo del disegno onirico comprende anche l'elaborazione dinamica di una griglia di lettura dello spazio grafico. Inoltre L.Moretto ha elaborato dei criteri di osservazione che considerano la simbologia delle forme pure, dei colori, della composizione nello “spazio vitale” rappresentato dal foglio, che danno una mappa per accompagnare il disegnatore a “passeggiare dentro il disegno”, sarà così l'autore dell'opera grafica a svelare, secondo la sua sensibilità e consapevolezza, i contenuti latenti del suo disegno.  il Disegno Onirico è uno strumento utile e dalle diverse possibilità applicative e molto potente, prezioso in tutte le professioni che si occupano di crescita, formazione, sostegno e psicoterapia, nel rispetto del setting professionale. Qualora il setting non preveda “interpretazione” dei contenuti profondi, il disegno svolge la funzione di oggetto intermediario: un ponte tra co-inconscio e co-conscio. Il linguaggio simbolico è universale, crea ponti e attiva l’empatia, la condivisione e la co-creazione.
L'applicazione non può prescindere dalla conoscenza dell'intero metodo: solo l'approfondita conoscenza dell'intero metodo può fornire gli strumenti per la corretta lettura della griglia e dei criteri di osservazione e del loro utilizzo.
AlbertoBermolen-Maria Grazia Dal Porto hanno lasciato una preziosa eredità, non solo di competenza professionale, ma di grande generosità umana. Ora è il momento dei loro allievi, diffondere i loro insegnamenti, rileggendoli, riorganizzandoli, personalizzandoli con un pensiero libero e creativo, come era nel loro stile.
L'applicazione del Disegno Onirico continua in diverse realtà applicative e formative che rimanendo fedeli alle radici hanno trovato le loro ali.